# 服部章蔵
服部 章蔵（はっとり しょうぞう、1848年12月18日（嘉永元年11月23日） - 1916年（大正5年）1月30日）は、明治時代の教育者、牧師である。義弟は服部俊一

## 生涯
1848年（嘉永元年）長州藩の藩校の一つ吉敷の憲章館の創設者の子孫に生まれ、憲章館で学ぶ。
廃藩置県で長州藩が無くなると、東京に行き、S.R.ブラウンから英学を学ぶ。アメリカ合衆国長老教会の宣教師デイヴィッド・タムソンのタムソン塾で学び、タムソンから洗礼を受け、東京基督公会に所属する。
1877年（明治10年）に東京一致神学校が設立されると、タムソン塾から青山昇三郎、鈴木銃太郎ら6人と共に入学する。タムソンからは旧約聖書釈義を学ぶ。
1879年（明治12年）山口県に光塩学校（後の梅光女学院）を開校する。
1881年（明治14年）日本基督一致教会の西部中会が設立されると、瀬川浅、青山昇三郎と、まだ東京一致神学校に在籍中であった服部も牧師になる。